# Юрасовские
Юрасовские (Ерасовские) — древний русский дворянский род, из московских бояр.
Восходит к середине XVII века и записан в VI часть Дворянской родословной книги Орловской губернии.

## Происхождение и история рода
В древних актах фамилия пишется "Деспот Юрасовский" и данный титул указывает на сербское происхождение, до переселения в Литву, рода Деспотов Юрасовских.
Предок рода литовский пан Мартин Юрасовский женился на русской пленнице (1612) боярыни, дочери Ивана Ржевского, которая 30 лет хранила икону Казанской Божией Матери, которая была разрублена во время пленения и впоследствии перешла в род Ржевских, а по кончине одного из них в род Плещеевых. Пан Мартин Юрасовский убит (около 1641) в бою с крымскими татарами, где он предводительствовал литовским отрядом, оставив после себя двух малолетних сыновей. Вдова попросила русского царя Михаила Фёдоровича о покровительстве и возвратилась с его благославления в Россию (1642). Эти два сына — Алексей и Денис (г/р 1640) Мартыновичи являются родоначальниками фамилии Юрасовых.
- Юрасовский Алексей Мартынович — жилец (1658), пожалован вотчиной с крестьянами в Ярославском уезде: деревня Константинова, пустоши: Андрюшкино, Фарафоново, Храброво, Заслоново, московский дворянин (1678). Женат на княгине Афимье Телешовой, за которой приданое Кацкий и Горецкий станы в Угличском уезде. Умер бездетным
- Юрасовский Денис Мартынович — служил в полку боярина и воеводы князя Якова Дементьевича Черкасского, во время русско—польской война (1660), ходил в поход на Украинские города и участвовал в сражении под Поченом, а после войны назначен командовать полком в котором служил. С этим полком ходил на усмирение бунтовавшего Степана Разина. Заслуги Дениса Мартыновича обратили на себя внимание царя Алексей Михайловича и он пожаловал его в сан боярина Московского. Женат на дочери убитого в сражении боярина Демьяна Селеменьева — Анисьи (1672). Пожалован землями в Болховском уезде (1694), где построил большое имение и назвал его по фамилии жены — Селеменьево († 1733)[2], Имел двух сыновей Никиту и Василия[1].

Никита Денисович († 1741) для получения чина жильца, по указу царя Петра I принял святое крещение в Успенском Большом соборе.
Алексей Денисьевич (1773—1849) гусар, сержант Московского гренадёрского полка (1786), участник взятия Очакова, где был ранен (1787), 15—летним юношей выходит в отставку прапорщиком (1788), представил в Орловское депутатское собрание (1830) прошение, а при нём доказательства: литовский герб, жалованные грамоты: короля литовского Владислава IV (1635), запись о подарках поднесённых "выезжающей из Литвы" вдовы пана Мартина Деспота Юрасовского царю Михаилу Фёдоровичу и царице Евдокии Лукьяновне (1642), царские наказы и грамоты, литовская хартия и просил выдать ему грамоту на дворянство, но ему в этом было отказано. Грамота получена позже (19 сентября 1868 за № 4033) благодаря хлопотам жены Константина Алексеевича, которая доказала древнее—литовское происхождение Юрасовских. Решением Герольдии Правительствующего Сената, поручик Константин Алексеевич Юрасовский с шестью своими сыновьями утверждены в древнем дворянстве с внесением в VI часть дворянской родословной книги Орловской губернии.

## Известные представители
- Юрасовский Сергей Никитич († 1766) — вступил в службу в Преображенский полк солдатом (1733), произведён в подпоручики (1743), капитан—поручик (1752), капитан (1760), переведён в лейб—гвардии Московский батальон, женат на Аграфене Ивановне Зотовой, сестра которой, Анна, была за родным дядей князя Итальянского, графа Александра Васильевича Суворова.
- Юрасовский Василий Денисович (1675—1759) — вступил в службу в лейб—гвардии Преображенский полк солдатом (1704), участник осады Дерпта и Нарвы, получил ранение при взятии г. Митава (1705), пожалован в капралы (1707), участник битвы со шведами под Лесным (1708), участник Полтавской битвы (1709), участник взятия Эльбинга и Выборга (1710), ранен (1711).
- Юрасовский Пётр Денисович — (1769—?) — в службу вступил 14—летним юношей в Измайловский полк в чине капрала (1783), сержант (1785), капитан (1790), переведён в Оренбургский драгунский полк, майор в отставке (1797), во время войны с Наполеоном назначен начальником комиссариатского депо (1812—1814), болховский предводитель дворянства, женат на княжне Варваре Никитичне Урусовой. Мать — Татьяна Григорьевна Юрасовская.[3]
- Юрасовские: Прасковья, Екатерина и Александра Денисовны — отличались набожностью, они жертвовали большие суммы на церковь, выстроили на свои средства церковь в своём имении Ильинском и снабдили богатой утварью и дорогими иконами, устроили придел в церкви села Руднева. Александра и Екатерина сделали большие пожертвования во время французского нашествия (1812), за что награждены бронзовыми медалями на Владимирской ленте.
- Юрасовский, Александр Иванович (1890—1922) — композитор.
- Юрасовский, Константин Константинович (1864—1904) — капитан 2—го ранга, командир миноносца «Страшный» во время обороны Порт-Артура.